# Прапор В'єтнаму
Пра́пор В'єтна́му — один з офіційних символів В'єтнаму. Офіційно затверджений 2 липня 1976 року. Прапор відомий під назвою «червоний прапор з жовтою зіркою» вперше з'явився у 1940-х роках як символ боротьби проти французького правління у Кохінхіні. Прапор використовувався комуністичною організацією В'єтмінь, яка була заснована у 1941 році для боротьби з японським колоніальним правлінням. Після того, як японці залишили територію В'єтнаму, тодішній лідер В'єтміну Хо Ші Мін проголосив утворення Демократичної Республіки В'єтнам. 5 вересня 1945 року прапор В'єтміну був затверджений як офіційний прапор новоствореної республіки. У 1955 році до прапора внесли зміни — зробили кінці зірки гострішими. Після захоплення Сайгону у 1975 році на утворення Соціалістичної Республіки В'єтнам прапор Демократичної Республіки В'єтнам став офіційним прапором новоствореної країни.
Червоний колір на прапорі символізує комуністичний інтернаціонал, жовта 5-кутна зірка — єдність всього робітничого класу.

## Конструкція прапора
|                     |
| Конструкція прапора |

## Кольорова схема
|         | Червоний      | Жовтий       |
| ------- | ------------- | ------------ |
| Pantone | 1788          | Yellow       |
| CMYK    | 0, 83, 87, 15 | 0, 0, 100, 0 |
| RGB     | 218, 37, 29   | 255, 255, 0  |
| Hex     | #da251d       | #ffff00      |

## Галерея

Прапор Північного В'єтнаму (1945-1955 рр.)
Перший прапор династії Нгуєнів (1890—1920) а також прапор Південного В'єтнаму (1948—1975 рр.)
Другий прапор династії Нгуєнів (1920—1945 рр.)
Прапор В'єтнамської імперії під час японської окупації (9 березня 1945 — 22 серпня 1945).
Прапор комуністичного уряду Південного В'єтнаму (В'єтконг), 1969—1976